# جبل دكا
جبل دكا أكبر جبال مدينة الطائف غرب المملكة العربية السعودية. يقع الجبل على بعد 20 كيلو متراً جنوب غربي الطائف، ويطل على مركز الشفا السياحي وهو ضمن مركز شفا هذيل، يستخدم الجبل لمعرفة مواعيد الصلاة والصيام والإفطار في شهر رمضان، كون قمة الجبل تعتبر آول موقع تغرب عنها الشمس في محافظة الطائف. على ظهر قمة الجبل يقع وادي الشرف من ديار هذيل وبه حصن. الغطاء النباتي للجبل تكسوه أشجار العرعر، النبات تكسو قاع الجبل ثم تأخذ في فقد هذه الصفات تدريجياً حتى تصل إلى القمة. درجة حرارة القمة تصل إلى ما دون الصفر المئوي في فصل الشتاء. يوجد في الجبل منتجع سياحي يبعد عن الشفا 7 كيلو مترات.

## توقيت الجبل
تسبب ارتفاع قمة الجبل الذي يصل ارتفاعه من 2.500 إلى 2.900 متر عن مستوى سطح البحر، في إحداث مشكلة بشأن توقيت غروب الشمس، حيث اتضح أن الشمس لا تغرب عن الشفا وهو مركز تابع لمحافظة الطائف إلا عقب مدينة الطائف بسبع دقائق، بينما تتأخر القمة عن الشفا بدقيقتين. قامت لجنة شرعية من ضمنهم عضو هيئة كبار العلماء السعودية عبد الله المطلق بالوقوف على وضع الجبل كونه مؤقتًا لمواعيد الغروب والإفطار، وزارت قمة جبل دكا لمعرفة الفرق في الوقت بين قمة الجبل والطائف ومركز الشفا، ووجهت اللجنة بعدم الالتزام بالتقويم، والاكتفاء بغياب قرص الشمس لأداء الصلاة والإفطار في رمضان.

## وصلات خارجية
- معرض صور جبل دكا